# Trematocephalus simplex
Trematocephalus simplex är en spindelart som beskrevs av Simon 1894. Trematocephalus simplex ingår i släktet Trematocephalus och familjen täckvävarspindlar.
Artens utbredningsområde är Sri Lanka. Inga underarter finns listade i Catalogue of Life.